# Mircea Mladin
Mircea Mladin (n. 25 decembrie 1926, Arad) este un operator și director de imagine de film român. A semnat imaginea pentru filme de referință ale cinematografiei românești precum Frații Jderi (1974), Ștefan cel Mare - Vaslui 1475 (1975), Patima (1975), Războiul Independenței (Eroi au fost, eroi sunt încă) (1977), Pentru patrie (1978) și Noi, cei din linia întâi (1986).

## Biografie
S-a născut la 25 decembrie 1926, în orașul Arad. A absolvit Institutul de Artă Teatrală și Cinematografică „I.L. Caragiale” din București în 1955. A colaborat la Studioul Cinematografic București, fiind operator a numeroase filme documentare și de ficțiune.
În anii 1970-1980, Mircea Mladin a realizat, singur sau în colaborare, imaginea unor filme de referință ale cinematografiei românești precum Frații Jderi (1974), Ștefan cel Mare - Vaslui 1475 (1975), Patima (1975), Războiul Independenței (Eroi au fost, eroi sunt încă) (1977), Pentru patrie (1978) și Noi, cei din linia întâi (1986).

## Filmografie

### Operator imagine
- Blanca (1955)
- Mingea (1959) - asistent imagine
- S-a furat o bombă (1962)
- Celebrul 702 (1962) - operator
- Vacanță la mare (1963) - operator secund
- Un surîs în plină vară (1964) - operator secund
- Dragoste la zero grade (1964) - operator secund
- Doi băieți ca pîinea caldă (1965) - operator secund
- Golgota (1966) - cameraman
- Faust XX (1966) - cameraman
- Columna (1968) - cameraman
- Mihai Viteazul - Partea a II-a. Unirea (1971)
- Explozia (1972) - asistent operator
- Noi, cei din linia întâi (1986)
- François Villon – Poetul vagabond (1987)
- Mircea (1989) - operator secund

### Director de imagine
- Frații Jderi (1974) - în colaborare cu Nicolae Mărgineanu
- Ștefan cel Mare - Vaslui 1475 (1975)
- Patima (1975) - în colaborare cu George Cornea
- Războiul Independenței (Eroi au fost, eroi sunt încă) (1977)
- Pentru patrie (1978) - în colaborare cu Nicolae Girardi și Alexandru David

### Asistent imagine
- Coroana de foc (1990)